# Кароліна Крюгер
Кароліна Крюгер (Karoline Krüger; нар. 13 лютого 1970 р., Берген, Норвегія) — норвезька співачка, музикантка, композиторка, авторка пісень та акторка. 

## Кар'єра
Перший телевізійний виступ Крюгер відбувся в 11 років у молодіжному шоу під назвою Halvsju. Свій прорив вона здобула у 1988 році, спочатку вигравши у Норвегії «Melodi Grand Prix » з піснею «For vår jord» («За нашу землю»), ще студенткою Лангхаугена Сколе (1986–1989). Це дозволило їй взяти участь у фіналі пісенного конкурсу Євробачення 1988 року, який відбувся того року в столиці Ірландії Дубліні, де вона стала п'ятою. Пізніше того ж року вона випустила дебютний компакт-диск «Fasetter». Вона співала баладу You Call It Love, з фільму L'etudiante, пісні, написаної Володимиром Косма. Пісня переспівана Річардом Сандерсоном.
У 2013 році вона провела серію різдвяних концертів разом зі своїм чоловіком Зігвартом Дагсландом, супроводжуючи альбом Jul (2013). 

## Особисте життя
Крюгер одружена з норвезьким співаком Зігвартом Дагсландом, народила двох дочок Софі (нар. 1998) та Емму (нар. 2002).

## Дискографія

### Соло альбоми
- 1988: Fasetter (Noahs Ark) (Peak NOR: №16) [4]
- 1991: En gang i alles liv (Kirkelig Kulturverksted ) (Peak NOR: №20)
- 1993: Fuglehjerte (Kirkelig Kulturverksted)
- 1996: Den andre historien (Kirkelig Kulturverksted) (Peak NOR: №36)
- 1999: Sirkeldans (Kirkelig Kulturverksted)
- 2004: De to stemmer (Kirkelig Kulturverksted)
- 2011: Veggen (Kirkelig Kulturverksted)
- 2013: Jul (Universal) Дуетний альбом з Зігвартом Дагслендом
- 2018: Labyrinter! (Grappa)

### Сингли
| Рік  | Сингл              | Найвищі позиції | Найвищі позиції | Сертифікація |
| Рік  | Сингл              | FR              |                 | Сертифікація |
| EUR  |                    |                 |                 |              |
| ---- | ------------------ | --------------- | --------------- | ------------ |
| 1988 | «You Call It Love» | 8               | 41              |              |

### Співпраця
| Рік  | Альбом                                | Найвищі позиції |
| Рік  | Альбом                                | NOR             |
| ---- | ------------------------------------- | --------------- |
| 2013 | Jul (спільно із Зігвартом Дагсландом) | 3               |